# Semiótica
A semiótica (AFI: /se.mi.ˈɔ.tʃi.kɐ/, do grego "sēmeiōtikos": "relacionado aos sinais", do "sēmeion": "um sinal", "uma marca"), ou estudos semióticos, é o estudo do processo de interpretação dos signos (semiose), que são qualquer atividade, conduta ou processo que envolva signos; estuda como as pessoas interpretam algo (o signo) de acordo com a cultura local, onde um signo é definido como qualquer coisa que comunica algo; qualquer coisa que tenha um significado ao ser humano em uma mensagem na linguagem verbal e não-verbal; é algo que é usado ou referido no lugar de outra coisa (aliquid pro aliquo), geralmente chamado de significado, ao intérprete do signo. A semiótica inclui o estudo de sinais e processos de signos, indicação, designação, semelhança, analogia, alegoria, metonímia, metáfora, simbolismo, significação e comunicação. Semiótica foi um termo introduzido pelo inglês Henry Stubbes em 1676 e, semiose foi introduzido neste contexto por Charles Sanders Peirce.
O significado pode ser intencional, como uma palavra pronunciada com um significado específico, ou não intencional, como um sintoma ser um sinal de uma condição médica específica. Os signos também podem comunicar sentimentos (que geralmente não são considerados significados) e podem se comunicar internamente (através do próprio pensamento) ou através de qualquer um dos sentidos: visual, auditivo, tátil, olfativo, ou gustativa (gosto). A semiótica contemporânea é um ramo da ciência que estuda a construção de significado e vários tipos de conhecimento.
A tradição semiótica explora o estudo dos signos e símbolos como parte significativa das comunicações. Ao contrário da linguística, a semiótica também estuda sistemas de signos não linguísticos . A semiótica inclui o estudo dos signos e processos de signos, indicação, designação, semelhança, analogia , alegoria, metonímia, metáfora, simbolismo, significação e comunicação.
A semiótica é frequentemente vista como tendo importantes dimensões antropológicas e sociológicas ; por exemplo, o semioticista e romancista italiano Umberto Eco propôs que todo fenômeno cultural pode ser estudado como comunicação.  Alguns semioticistas se concentram nas dimensões lógicas da ciência, no entanto. Eles examinam áreas também pertencentes às ciências da vida – como os organismos fazem previsões sobre e se adaptam ao seu nicho semiótico no mundo.
As teorias semióticas fundamentais tomam signos ou sistemas de signos como objeto de estudo; a semiótica aplicada analisa as culturas e os artefatos culturais de acordo com os modos como eles constroem significados por meio de seus ser signos. A comunicação de informações em organismos vivos é abordada em biossemiótica (incluindo zoossemiótica e fitossemiótica).
É o estudo da construção de significado, o estudo do processo de signo (semiose) e do significado de comunicação. Não deve ser confundida com a tradição saussureana denominada semiologia, que é um subconjunto da semiótica.
A tradição semiótica explora o estudo de signos e símbolos como parte significativa das comunicações. Diferentemente da linguística, entretanto, a semiótica também estuda sistemas de signos não linguísticos.
A semiótica é frequentemente vista como essencial nos âmbitos antropológicos, filosóficos e sociológicos; o semiólogo e romancista italiano Umberto Eco propôs que todo fenômeno cultural possa ser estudado como uma comunicação. Alguns semióticos priorizam as dimensões lógicas da ciência. Eles examinam áreas pertencentes também às ciências da vida — como a forma como os organismos fazem previsões e se adaptam a seu nicho semiótico no mundo (ver semiose). Em geral, as teorias semióticas levam como objeto de estudo os signos ou sistemas de signos: a comunicação da informação nos organismos vivos é coberta pela Biossemiótica.

## Etimologia e origens
O termo deriva do grego σημειωτικός sēmeiōtikos, "relacionado aos sinais" (do σημεῖον sēmeion, "um sinal, uma marca") e foi usado primeiramente pelo inglês Henry Stubbes em 1676 (em um sentido muito preciso para denotar o ramo da ciência médica relacionado à interpretação dos signos).
John Locke usou o termo sem(e)iotike na obra Ensaio acerca do Entendimento Humano (1690). Aqui ele explica como a ciência pode ser dividida em três partes:

”Tudo o que pode ser inteligível pela compreensão humana, sendo, primeiro, a natureza das coisas, como elas são em si mesmas, suas relações e sua maneira de operar: ou, em segundo lugar, aquilo que o próprio homem deve fazer, como agente racional e voluntário para a consecução de qualquer fim, especialmente a felicidade: ou, em terceiro lugar, os meios pelos quais o conhecimento de um e de outro é alcançado e comunicado; Eu acho que a ciência pode ser dividida corretamente nesses três tipos.”
É importante dizer que o saber foi estudado, inicialmente, constituído por uma dupla face. A face semiológica (relativa ao significante) e a epistemológica (referente ao significado das palavras). A semiótica tem, assim, a sua origem na mesma época que a filosofia e disciplinas afeitas. Da Grécia antiga até os nossos dias tem vindo a desenvolver-se continuamente. Porém, posteriormente, há cerca de dois ou três séculos, é que se começaram a manifestar aqueles que seriam apelidados pais da semiótica (ou semiologia). Os problemas concernentes à semiologia e à semiótica, assim,  podem retroceder a pensadores como Platão e Santo Agostinho, por exemplo. Entretanto, somente no início do século XX com os trabalhos paralelos de Ferdinand de Saussure e Charles Sanders Peirce, o estudo geral dos signos começa a adquirir autonomia e o status de ciência.

### John Locke
John Locke (1690), ele próprio um homem da medicina , estava familiarizado com esta "semiótica" como um ramo especializado dentro da ciência médica. Em sua biblioteca pessoal havia duas edições do resumo de 1579 de "Scapula do Thesaurus Graecae Linguae" de Henricus Stephanus, que listava a palavra grega "σημειωτική" como o nome para 'diagnóstico', o ramo da medicina preocupado com a interpretação dos sintomas da doença ( sintomatologia). De fato, o médico e estudioso Henry Stubbe (1670) havia transliterado este termo de ciência especializada para o inglês precisamente como “semiótica”, marcando o primeiro uso do termo em inglês: 
"... nem há nada de que se possa confiar na Física, a não ser um conhecimento exato da fisiologia medicinal (fundada na observação, não em princípios), semiótica, método de cura e medicamentos experimentados (não excogitados, não comandados)..."
Locke usaria o termo "sem(e)iotike" em o seu "Um Ensaio concernente ao Entendimento Humano" (livro IV, cap. 21),  no qual ele explica como a ciência pode ser dividida em três partes: 
Tudo o que pode estar dentro do alcance do entendimento humano, sendo, primeiro, a natureza das coisas, como são em si mesmas, suas relações e seu modo de operação; ou, segundo, aquilo que o próprio homem deve fazer, como um agente racional e voluntário, para a consecução de qualquer fim, especialmente a felicidade; ou, em terceiro lugar, os caminhos e meios pelos quais o conhecimento de ambos é alcançado e comunicado; Acho que a ciência pode ser dividida adequadamente nesses três tipos.
Locke então elabora sobre a natureza desta terceira categoria, nomeando-a "Σημειωτική" (Semeiotike - Semiótica), e explicando-a como "a doutrina dos signos" nos seguintes termos:
Em terceiro lugar, o terceiro ramo [das ciências] pode ser denominado σημειωτικὴ, ou a doutrina dos signos, sendo a mais comum as palavras, é apropriadamente denominada também Λογικὴ, lógica; cujo negócio é considerar a natureza dos sinais que a mente usa para entender as coisas, ou transmitir seu conhecimento a outros.
Juri Lotman introduziria a semiótica na Europa Oriental e adotaria a cunhagem de Locke ("Σημειωτική", Semiótica) como o nome para legendar sua fundação na Universidade de Tartu, na Estônia, em 1964, do primeiro jornal de semiótica, Estudos dos Sistemas de Signos.

### Charles Sanders Peirce

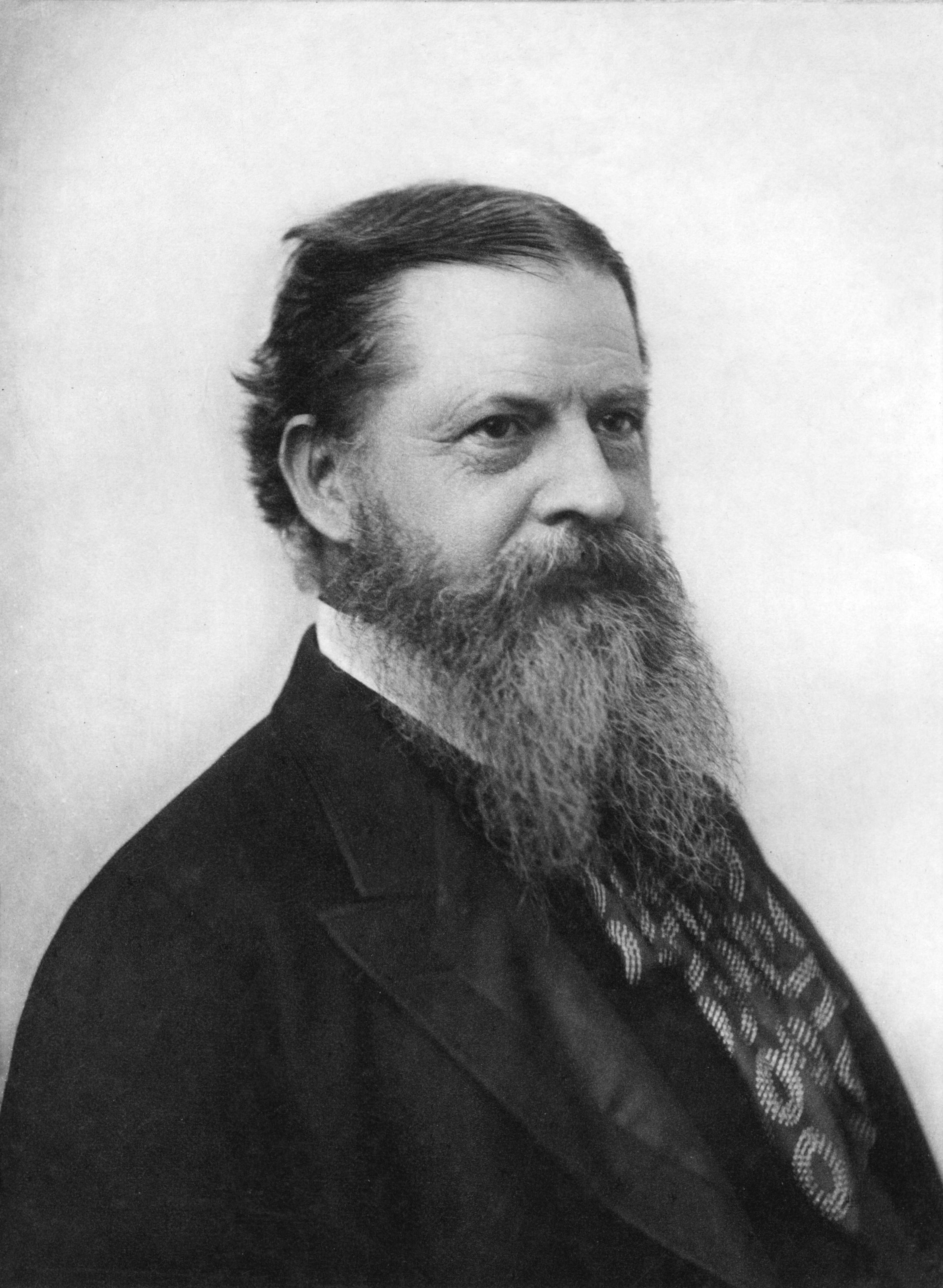
Charles Sanders Peirce

No século XIX, Charles Sanders Peirce definiu o que denominou "semiótico" (que ele às vezes soletraria como "semiótico") como a "doutrina quase necessária ou formal dos signos", que abstrai "o que deve ser o caráter de todos os signos". signos usados por... uma inteligência capaz de aprender pela experiência",  e que é a lógica filosófica perseguida em termos de signos e processos de signos.
A perspectiva de Peirce é considerada como lógica filosófica estudada em termos de signos que nem sempre são linguísticos ou artificiais, e processos de signos, modos de inferência e processo de investigação em geral. A semiótica peirceana aborda não apenas o mecanismo de comunicação externo, conforme Saussure, mas a máquina de representação interna, investigando processos de signos e modos de inferência, bem como todo o processo de investigação em geral.
A semiótica peirceana é triádica, incluindo signo, objeto, interpretante, em oposição à tradição diádica saussuriana (significante, significado). A semiótica peirceana subdivide ainda cada um dos três elementos triádicos em três subtipos, postulando a existência de signos que são símbolos; aparências ("ícones"); e "índices", isto é, signos que o são por uma conexão factual com seus objetos.
O estudioso e editor peirceano Max H. Fisch (1978)  afirmaria que "semiótica" era a interpretação preferida de Peirce para a σημιωτική de Locke.  Charles W. Morris seguiu Peirce ao usar o termo "semiótico" e ao estender a disciplina além da comunicação humana para o aprendizado animal e o uso de sinais. Enquanto a semiótica saussureana é diádica (signo/sintaxe, sinal/semântica), a semiótica peirceana é triádica (signo, objeto, interpretante), sendo concebida como uma lógica filosófica estudada em termos de signos nem sempre linguísticos ou artificiais.
No estudo geral dos signos, Charles Sanders Peirce (1839-1914) seria o pioneiro daquela ciência que é conhecida como "semiótica", usando já este termo, que John Locke, no final do século XVII, teria usado para designar uma futura ciência que estudaria, justamente, os signos em geral. Para Peirce, o Homem significa tudo que o cerca numa concepção triádica (primeiridade, secundidade e terceiridade), e é nestes pilares que toda a sua teoria se baseia.
Num artigo intitulado “Sobre uma nova lista de categorias”, Peirce, em 14 de maio de 1867, descreveu suas três categorias universais de toda a experiência e pensamento. Considerando tudo aquilo que se força sobre nós, impondo-se ao nosso reconhecimento, e não confundindo pensamento com pensamento racional, Peirce concluiu que tudo o que aparece à consciência, assim o faz numa gradação de três propriedades que correspondem aos três elementos formais de toda e qualquer experiência. Essas categorias foram denominadas:
- Qualidade;
- Relação;
- Representação.[17]

Algum tempo depois, o termo Relação foi substituído por Reação e o termo Representação recebeu a denominação mais ampla de Mediação. Para fins científicos, Peirce preferiu fixar-se na terminologia de Primeiridade, Secundidade e Terceiridade.
Primeiridade - a qualidade da consciência imediata é uma impressão (qualidade de sentimento) in totum, invisível, não analisável, frágil. Tudo que está imediatamente presente à consciência de alguém é tudo aquilo que está na sua mente no instante presente. O sentimento como qualidade é, portanto, aquilo que dá sabor, tom, matiz à nossa consciência imediata, aquilo que se oculta ao nosso pensamento. A qualidade da consciência, na sua imediaticidade, é tão tenra que mal podemos tocá-la sem estragá-la. Nessa medida, o primeiro (primeiridade) é presente e imediato, ele é inicialmente, original, espontâneo e livre, ele precede toda síntese e toda diferenciação. Primeiridade é a compreensão superficial de um texto (leia-se texto não ao pé da letra; ex: uma foto pode ser lida, mas não é um texto propriamente dito).
Como Luís Carmelo explica no seu livro Semiotica uma introdução, "A primeiridade diz respeito a todas as qualidades puras que, naturalmente, não estabelecem entre si qualquer tipo de relação. Estas qualidades puras traduzem-se por um conjunto de possibilidades de vir a acontecer(…)". Desta forma, temos, no nosso mundo o acontecimento ou possibilidade "chuva", mas é apenas isso, apenas possibilidade existencial. Caso localizemos chuva como um acontecimento, por exemplo "está a chover" estamos perante a secundidade.
Secundidade - a arena da existência cotidiana, estamos continuamente esbarrando em fatos que nos são "externos", tropeçando em obstáculos, coisas reais, factivas que não cedem ao sabor de nossas fantasias. O simples fato de estarmos vivos, existindo, significa, a todo momento, que estamos reagindo em relação ao mundo. Existir é sentir a acção de fatos externos resistindo à nossa vontade. Existir é estar numa relação, tomar um lugar na infinita miríade das determinações do universo, resistir e reagir, ocupar um tempo e espaço particulares. Onde quer que haja um fenômeno, há uma qualidade, isto é, sua primeiridade. Mas a qualidade é apenas uma parte do fenômeno, visto que, para existir, a qualidade tem que estar encarnada numa matéria. O fato de existir (secundidade) está nessa corporificação material. Assim sendo, Secundidade é quando o sujeito lê com compreensão e profundidade de seu conteúdo. Como exemplo: "o homem comeu banana", e na cabeça do sujeito, ele compreende que o homem comeu a banana e possivelmente visualiza os dois elementos e a ação da frase.
A palavra chave deste conceito é ocorrência, o conceito em ação. É desta forma, também, uma atualização das qualidades da primeiridade.
Terceiridade - primeiridade é a categoria que dá à experiência sua qualidade "distintiva", seu frescor, originalidade irrepetível e liberdade. Secundidade é aquilo que dá à experiência seu caráter "factual", de luta e confronto. Finalmente, Terceiridade corresponde à camada de "inteligibilidade", ou pensamento em signos, através da qual representamos e interpretamos o mundo. Por exemplo: o azul, simples e positivo azul, é o primeiro. O céu, como lugar e tempo, aqui e agora, onde se encarna o azul é um segundo. A síntese intelectual, elaboração cognitiva – o azul no céu, ou o azul do céu -, é um terceiro. A terceiridade, vai além deste espectro de estrutura verbal da oração. Ou seja, o indivíduo conecta à frase a sua experiência de vida, fornece à oração, um contexto pessoal. Pois "o homem comeu a banana" pode ser ligado à imagem de um macaco no zoológico; à cantora Carmem Miranda; ao filme King Kong; enfim, a uma série de elementos extratextuais.
Sucintamente, podemos dizer que terceiridade está ligada a nossa capacidade de previsão de futuras ocorrências da secundidade, já que não só conhecemos o acontecimento na medida de possibilidade natural, como já o vimos em acção, e como tal, já nos é intrínseco. Desta forma já podemos antecipar o que virá a acontecer.
Também para Peirce há três tipos de signos:
- O ícone, que mantém uma relação de proximidade sensorial ou emotiva entre o signo,  representação do objeto, e o objeto dinâmico em si; o signo icónico refere o objecto que denota na medida em que partilha com ele possui caracteres, caracteres esse que existem no objecto denotado independentemente da existência do signo.  - exemplo: pintura, fotografia, o desenho de um boneco. É importante falar que um ícone não só pode exercer esta função como é o caso do desenho de um boneco de homem e mulher que ficam anexados à porta do banheiro indicando se é masculino ou feminino, a priori é ícone, mas também é símbolo, pois ao olhar para ele reconhecemos que ali há um banheiro e que é do gênero que o boneco representa, isto porque foi convencionado que assim seria, então ele é ícone e símbolo;[17]
- O índice, ou parte representada de um todo anteriormente adquirido pela experiência subjetiva ou pela herança cultural - exemplo: onde há fumaça, logo há fogo. Quer isso dizer que através de um indício (causa) tiramos conclusões. Ainda sobre o que nos diz este autor, é importante referir que «um signo, ou representamen, é qualquer coisa que está em vez de (stands for) outra coisa, «em determinado aspecto ou a qualquer título», (e que é considerado «representante» ou representação da coisa, do objecto - a matéria física) e, por último, o  «interpretante» - a interpretação do objecto. Por exemplo, se estivéssemos a falar de "cadeira", o representante seria o conceito que temos de cadeira. Sucintamente, o índice é um signo que se refere ao objecto denotado em virtude de ser realmente afectado por esse objecto.[17]

O objeto seria a cadeira em si e o interpretante o modo como relacionamos o objeto com a coisa representada, o objeto de madeira sobre o qual nos podemos sentar. Sobre isto é interessante ver a obra "One and three chairs" do artista plástico Joseph Kosuth. A principal característica do signo indicial é justamente a ligação física com seu objeto, como uma pegada é um "indício" de quem passou. A fotografia, por exemplo, é primeiramente um índice, pois é um registro da luz em determinado momento.
- O símbolo, "é um signo que se refere ao objecto que denota em virtude de uma lei, normalmente uma associação de ideias gerais que opera no sentido de fazer com que o símbolo seja interpretado como se referindo aquele objecto".[17]

Ver também uma exposição detalhada da rede de conceitos da semiótica peirceana em semiotica pragmaticista e pragmaticismo.

#### Lista de categorias de Peirce
Peirce visaria basear sua nova lista diretamente na experiência precisamente como constituída pela ação dos signos, em contraste com a lista de categorias de Aristóteles que visava articular na experiência a dimensão do ser que é independente da experiência e cognoscível como tal, através da compreensão humana. Os poderes de estimativa dos animais interpretam o ambiente como sentido para formar um "mundo significativo" de objetos, mas os objetos deste mundo (ou "Umwelt", no termo de Jakob von Uexküll)  consistem exclusivamente de objetos relacionados ao animal como desejável (+), indesejável (–), ou "seguro para ignorar" (0).
Em contraste com isso, a compreensão humana acrescenta ao animal "Umwelt" (ambiente) uma relação de auto-identidade dentro dos objetos que transforma objetos experimentados em coisas assim como +, –, 0 objetos.  Assim, o mundo objetivo genericamente animal como "Umwelt" (ambiente), torna-se um mundo objetivo especificamente humano da espécie ou "Lebenswelt" (mundo da vida), em que a comunicação linguística, enraizada no "Innenwelt" (mundo interior) biologicamente indeterminado -mundo) dos humanos, torna possível a dimensão adicional da organização cultural dentro da organização meramente social de animais não humanos, cujos poderes de observação podem lidar apenas com instâncias diretamente sensíveis de objetividade.
Este outro ponto, de que a cultura humana depende da linguagem entendida antes de tudo não como comunicação, mas como o aspecto ou característica biologicamente indeterminada do "Innenwelt" (mundo interior) do animal humano, foi originalmente claramente identificado por Thomas A. Sebeok. Sebeok também desempenhou o papel central em trazer a obra de Peirce para o centro do palco semiótico no século XX,  primeiro com sua expansão do uso humano de signos ("antroposemiose") para incluir também o uso de signos genericamente animal ("zoosemiose"),  então com sua expansão adicional da semiose para incluir o mundo vegetativo (" fitosemiose"). Tal seria inicialmente baseado no trabalho de Martin Krampen ,  mas aproveita o ponto de Peirce de que um interpretante, como o terceiro item dentro de uma relação sígnica, "não precisa ser mental."
Peirce distinguia entre o interpretante e o intérprete. O interpretante é a representação mental interna que faz a mediação entre o objeto e seu signo. O intérprete é o humano que está criando o interpretante.  A noção de "interpretante" de Peirce abriu caminho para a compreensão de uma ação dos signos para além do reino da vida animal (estudo de "fitossemiose" + "zoösemiose" + "antroposemiose" = biossemiótica ), que foi seu primeiro avanço para além da semiótica da Idade Latina.
Outros teóricos iniciais no campo da semiótica incluem Charles W. Morris .  Escrevendo em 1951, Jozef Maria Bochenski pesquisou o campo da seguinte maneira: "Intimamente relacionada à lógica matemática é a chamada semiótica (Charles Morris), que agora é comumente empregada por lógicos matemáticos. Semiótica é a teoria dos símbolos e quedas em três partes, (1) sintaxe lógica, a teoria das relações mútuas de símbolos, (2) semântica lógica, a teoria das relações entre o símbolo e o que o símbolo representa, e (3) pragmática lógica, as relações entre símbolos, seus significados e os usuários dos símbolos”.  Max Black argumentou que o trabalho de Bertrand Russell foi seminal no campo.

### Ferdinand de Saussure

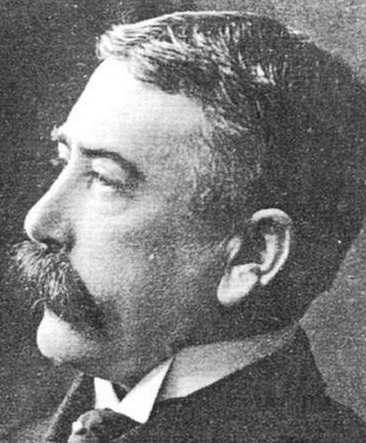
Ferdinand de Saussure

Ferdinand de Saussure fundou sua semiótica, que chamou de semiologia , nas ciências sociais: 
É…possível conceber uma ciência que estude o papel dos signos como parte da vida social. Faria parte da psicologia social e, portanto, da psicologia geral. Chamaremos isso de semiologia (do grego semeîon , 'signo'). Investigaria a natureza dos signos e as leis que os regem. Como ainda não existe, não se pode dizer com certeza que existirá. Mas tem o direito de existir, um lugar pronto para isso de antemão. A linguística é apenas um ramo dessa ciência geral. As leis que a semiologia descobrirá serão leis aplicáveis à linguística, e a linguística será assim atribuída a um lugar claramente definido no campo do conhecimento humano.
Thomas Sebeok  assimilaria "semiologia" a "semiótica" como parte de um todo, e esteve envolvido na escolha do nome Semiótica para a primeira revista internacional dedicada ao estudo dos signos. A semiótica saussureana exerceu grande influência nas escolas do Estruturalismo e do Pós-Estruturalismo. Jacques Derrida , por exemplo, toma como objeto a relação saussureana de significante e significado, afirmando que significante e significado não são fixos, cunhando a expressão différance , relacionando-se ao diferimento sem fim do sentido e à ausência de um 'significado transcendente' .
Outro autor, considerado pai da semiologia, a vertente europeia do estudo dos signos, por ser o primeiro autor a criar essa designação e a designar o seu objeto de estudo, é Ferdinand de Saussure (1857-1913). Segundo este, a existência de signos - «a singular entidade psíquica de duas faces que cria uma relação entre um conceito (o significado) e uma imagem acústica (o significante) - conduz à necessidade de conceber uma ciência que estude a vida dos sinais no seio da vida social, envolvendo parte da psicologia social e, por conseguinte, da psicologia geral. Chamar-lhe-emos semiologia. Estudaria aquilo em que consistem os signos, que leis os regem.» 
A concepção de Saussurre relativamente ao signo, ao contrário da de Peirce, distingue o mundo da representação do mundo real. Para ele, os signos (pertencentes ao mundo da representação) são compostos por significante - a parte física do signo - e pelo significado, a parte mental, o conceito. Colocando o referente (conceito correspondente ao de objecto por Peirce) no espaço real, longe da realidade da representação. Para Saussure (com excepção da onomatopeia), não existem signos motivados, ou seja, com relação de causa-efeito. Divide os signos em dois tipos: os que são relativamente motivados (a onomatopeia, que em Peirce corresponde aos ícones),  e os arbitrários, em que não há motivação. Leia-se que esta motivação é a tal relação que Peirce faz entre representação e objecto e que, na visão de Saussure, parece não fazer sentido. Esta visão pode ser tida como visão de face dual. Para Saussure, existem assim dois tipos de relações no signo: 
1 - as «relações sintagmáticas», as da linguagem, da fala, a relação fluida que, no discurso ou na palavra (parole), cada signo mantém em associação com o signo que está antes e com o signo que está depois, no «eixo horizontal», relações de contextualização e de presença (ex: abrir uma janela, em casa ou no computador).
2 - as «relações paradigmáticas», as «relações associativas», no «eixo vertical» em ausência,  reportando-se à «língua» (ex: associarmos a palavra mãe a um determinado conceito de origem, carinho, ternura, amor, etc…), que é um registo «semântico», estável, na memória coletiva de um ser ou instrumento.

### Louis Hjelmslev
Louis Hjelmslev (1899-1965) complexifica os conceitos utilizados por Saussure. Segundo Hjelmslev, e por uma questão de clareza, a expressão deverá substituir o termo saussuriano de significante, assim como o conteúdo deve substituir o de significado. Tanto a expressão como o conteúdo possuem dois aspectos, a forma e a «substância» - que em Saussure são por vezes confundidos com significante e significado. Os signos são por isso, para Hjelmslev, constituídos por quatro elementos e não dois, como propunha Saussure.

### Umberto Eco

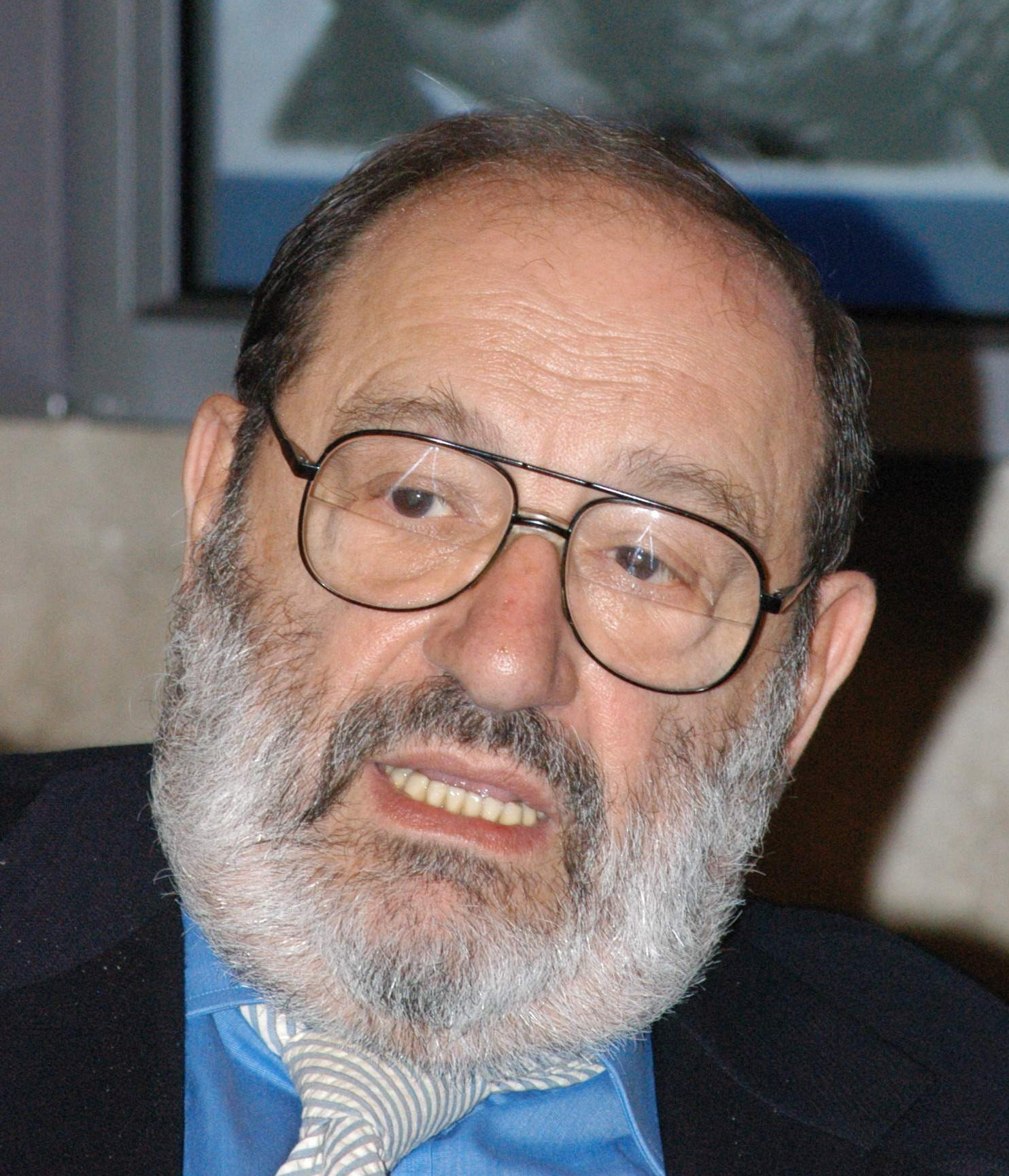
Umberto Eco

Sendo o mais proeminente europeu a usar o termo "semiótica", Umberto Eco (1932-2016), além de ser um dos que tentaram resumir de forma mais coerente todo o conhecimento anterior, procurando dissipar dúvidas e unir ideias semelhantes expostas de formas diferentes, introduziu novos conceitos relativamente aos tipos de signos que considerava existir. São os «diagramas», signos que representam relações abstractas, tais como fórmulas lógicas, químicas e algébricas; os «emblemas», figuras a que associamos conceitos (ex: cruz → cristianismo); os «desenhos», correspondentes aos ícones e às inferências naturais, os índices ou indícios de Peirce; as «equivalências arbitrárias», símbolos em Peirce e, por fim, os «sinais», como por exemplo o código da estrada, que sendo indícios, se baseiam num código ao qual estão associados um conjunto de conceitos.

### Roman Jakobson
Roman Jakobson, nascido em Moscovo (Moscou PB), em 1896, introduziu o conceito das funções da linguagem: 
- a emotiva, que «denota» a carga do emissor na mensagem;
- a injuntiva,  relativa ao destinatário;
- a referencial, relativa àquilo de que se fala;
- a fática, relativa ao canal da comunicação;
- a metalinguística, relativa ao código;
- a poética, relativa à relação da mensagem consigo mesma.[24]

Se Jakobson fala das funções da linguagem, Guiraud diferencia os códigos. E é nos códigos lógicos que está o mais importante para os signos. Nestes, ele releva os «paralinguísticos», associados a aspectos da linguagem verbal (ex: escritas alfabética, escritas ideogramáticas). Associar números a pedras é ter e ser um código deste tipo: códigos práticos, ligados às sinaléticas, às programações e a códigos de conhecimento o (ex: sinais de trânsito) e, por último, os epistemológicos, ou específicos de cada área científica.

### Morris e Greimas
Morris e Algirdas Julius Greimas dizem-nos que tudo pode ser signo consoante a nossa interpretação, deixando em estado mais abrangente o conceito de signo. Porém, Morris diz-nos ainda que estes se dividem em
- Sintáctico, ao nível da estrutura dos signos, o modo em como eles se relacionam e as suas possíveis combinações,
- Semântico, analisando as relações entre os signos e os respectivos significados,
- Pragmático, estudando o valor dos signos para os utilizadores, as reacções destes relativamente aos signos e o modo como os utilizamos.[25]

## Linguística e semiologia
A linguística era um dos campos da semiologia; hoje em dia, essas ciências trabalham lado a lado.
Segundo alguns autores, a semiótica nunca foi considerada parte da linguística, sendo mais natural considerar-se o contrário, posto que a língua é apenas mais um sistema de signos entre tantos. De fato, ela se desenvolveu quase exclusivamente graças ao trabalho de não linguistas, particularmente na França, onde é frequentemente considerada uma disciplina importante. No mundo de língua inglesa, contudo, não desfruta de praticamente nenhum reconhecimento institucional.
Embora a língua seja, normalmente, considerada o caso paradigmático do sistema de signos, grande parte da pesquisa semiótica atual se concentrou na análise de domínios tão variados como os mitos, a fotografia, o cinema, a publicidade ou os meios de comunicação. A influência do conceito linguístico central de estruturalismo, que é mais uma contribuição de Saussure, levou os semioticistas a tentar interpretações estruturalistas (ver estruturalismo) num amplo leque de fenómenos. Objetos de estudo, como um filme ou uma estrutura de mitos, são encarados como textos que transmitem significados, sendo esses significados tomados como derivações da interação ordenada de elementos portadores de sentido, os signos, encaixados num sistema estruturado, de maneira parcialmente análoga aos elementos portadores de significado numa língua.
Quando deliberadamente enfatiza a natureza social dos sistemas de signos humanos, com exceção daqueles pertencentes à sua natureza, a semiótica tende a ser altamente crítica e abstrata. Nos últimos anos, porém, os semioticistas se voltam cada vez mais para o estudo da cultura popular, sendo hoje em dia comum o tratamento semiótico das novelas de televisão e da música popular.

## Formulações e subcampo
Codificar por cores as torneiras de água quente e fria (torneiras) é comum em muitas culturas, mas, como mostra este exemplo, a codificação pode perder o sentido devido ao contexto. As duas torneiras (torneiras) provavelmente foram vendidas como um conjunto codificado, mas o código é inutilizável (e ignorado), pois há um único abastecimento de água.
Os semioticistas classificam os signos ou sistemas de signos em relação ao modo como são transmitidos. Esse processo de transporte de significado depende do uso de códigos que podem ser os sons ou letras individuais que os humanos usam para formar palavras, os movimentos corporais que fazem para mostrar atitude ou emoção, ou mesmo algo tão geral quanto as roupas que vestem. Para cunhar uma palavra para se referir a uma coisa (ver palavras lexicais ), a comunidade deve concordar com um significado simples (um significado denotativo ) dentro de sua língua, mas essa palavra pode transmitir esse significado apenas dentro das estruturas e códigos gramaticais da língua (ver sintaxe e semântica). Os códigos também representam os valores da cultura e são capazes de adicionar novos tons de conotação a todos os aspectos da vida.
Para explicar a relação entre semiótica e estudos de comunicação, a comunicação é definida como o processo de transferência de dados e/ou significado de uma fonte para um receptor. Assim, os teóricos da comunicação constroem modelos baseados em códigos, mídia e contextos para explicar a biologia, a psicologia e a mecânica envolvidas. Ambas as disciplinas reconhecem que o processo técnico não pode ser separado do fato de que o receptor deve decodificar os dados, ou seja, ser capaz de distinguir os dados como salientes, e dar sentido a isso. Isso implica que há uma sobreposição necessária entre semiótica e comunicação. De fato, muitos dos conceitos são compartilhados, embora em cada campo a ênfase seja diferente. Em Mensagens e Significados: Uma Introdução à Semiótica, Marcel Danesi (1994) sugeriu que as prioridades dos semioticistas eram estudar a significação primeiro e a comunicação depois. Uma visão mais extrema é oferecida por Jean-Jacques Nattiez que, como musicólogo, considerou o estudo teórico da comunicação irrelevante para sua aplicação da semiótica.

### Sintática
A semiótica difere da linguística na medida em que generaliza a definição de um signo para abranger signos em qualquer meio ou modalidade sensorial. Assim, ela amplia a gama de sistemas de signos e relações de signos, e estende a definição de linguagem no que equivale ao seu sentido analógico ou metafórico mais amplo. O ramo da semiótica que lida com tais relações formais entre signos ou expressões em abstração de sua significação e seus intérpretes,  ou – mais geralmente – com propriedades formais de sistemas de símbolos  (especificamente, com referência a signos linguísticos, sintaxe )  é referido como sintática.
A definição de Peirce do termo "semiótica" como o estudo das características necessárias dos signos também tem o efeito de distinguir a disciplina da linguística como o estudo das características contingentes que as línguas do mundo adquiriram no curso de suas evoluções. Do ponto de vista subjetivo, talvez mais difícil seja a distinção entre semiótica e filosofia da linguagem . Em certo sentido, a diferença está entre tradições separadas e não entre sujeitos. Diferentes autores se autodenominaram "filósofo da linguagem" ou "semioticista". Essa diferença não condiz com a separação entre filosofia analítica e filosofia continental. Olhando mais de perto, podem ser encontradas algumas diferenças em relação aos assuntos. A filosofia da linguagem presta mais atenção às línguas naturais ou às línguas em geral, enquanto a semiótica está profundamente preocupada com a significação não linguística. A filosofia da linguagem também tem conexões com a linguística, enquanto a semiótica pode parecer mais próxima de algumas das humanidades (incluindo a teoria literária ) e da antropologia cultural.

### Semiótica cognitiva
Semiose ou semiose é o processo que forma o sentido a partir da apreensão do mundo de qualquer organismo por meio de signos. Os estudiosos que falaram sobre semiose em suas subteorias da semiótica incluem C. S. Peirce, John Deely e Umberto Eco. A semiótica cognitiva combina métodos e teorias desenvolvidas nas disciplinas de semiótica e humanidades, fornecendo novas informações sobre a significação humana e sua manifestação nas práticas culturais. A pesquisa em semiótica cognitiva reúne semiótica de linguística, ciência cognitiva e disciplinas relacionadas em uma plataforma meta-teórica comum de conceitos, métodos e dados compartilhados. A semiótica cognitiva também pode ser vista como o estudo da construção de significado, empregando e integrando métodos e teorias desenvolvidos nas ciências cognitivas. Isso envolve análise conceitual e textual, bem como investigações experimentais. A semiótica cognitiva foi desenvolvida inicialmente no Centro de Semiótica da Universidade de Aarhus (Dinamarca), com importante ligação com o Centro de Neurociência Funcionalmente Integrada (CFIN) do Hospital de Aarhus. Entre os semioticistas cognitivos proeminentes estão Per Aage Brandt, Svend Østergaard, Peer Bundgård, Frederik Stjernfelt, Mikkel Wallentin, Kristian Tylén, Riccardo Fusaroli, and Jordan Zlatev. Zlatev mais tarde, em cooperação com Göran Sonesson, estabeleceu o CCS (Centro de Semiótica Cognitiva) na Universidade de Lund, Suécia.

### Semiótica finita
A semiótica finita foi desenvolvida por Cameron Shackell (2018, 2019),  visa unificar as teorias semióticas existentes para aplicação ao mundo pós- baudrillardiano da tecnologia ubíqua. Seu movimento central é colocar a finitude do pensamento na raiz da semiótica e o signo como uma construção analítica secundária, mas fundamental. A teoria sustenta que os níveis de reprodução que a tecnologia está trazendo para os ambientes humanos exigem essa repriorização para que a semiótica permaneça relevante diante de signos efetivamente infinitos. A mudança de ênfase permite definições práticas de muitas construções centrais em semiótica que Shackell aplicou a áreas como interação humano-computador, teoria da criatividade  e um método de semiótica computacional para gerar quadrados semióticos a partir de textos digitais.

### Semiótica pictórica
A semiótica pictórica está intimamente ligada à história e à teoria da arte. Ele vai além de ambos em pelo menos uma maneira fundamental, no entanto. Enquanto a história da arte limitou sua análise visual a um pequeno número de imagens que se qualificam como "obras de arte", a semiótica pictórica concentra-se nas propriedades das imagens em um sentido geral e em como as convenções artísticas das imagens podem ser interpretadas por meio de códigos pictóricos. .Os códigos pictóricos são a maneira pela qual os espectadores das representações pictóricas parecem decifrar automaticamente as convenções artísticas das imagens por estarem inconscientemente familiarizados com elas.
Segundo Göran Sonesson, semioticista sueco, as imagens podem ser analisadas por três modelos: (a) o modelo narrativo, que se concentra na relação entre imagens e tempo de forma cronológica como em uma história em quadrinhos; (b) o modelo retórico, que compara imagens com diferentes dispositivos como em uma metáfora; e (c) o modelo "Laokoon", que considera os limites e restrições das expressões pictóricas comparando meios textuais que utilizam o tempo com meios visuais que utilizam o espaço.  A ruptura com a história e a teoria da arte tradicional – bem como com outras grandes correntes de análise semiótica – abre uma ampla variedade de possibilidades para a semiótica pictórica. Algumas influências foram extraídas da análise fenomenológica, da psicologia cognitiva, da linguística estruturalista e cognitivista, da antropologia visual e da sociologia.

### Globalização
Estudos mostraram que a semiótica pode ser usada para fazer ou quebrar uma marca . Os códigos culturais influenciam fortemente se uma população gosta ou não do marketing de uma marca, especialmente internacionalmente. Se a empresa desconhece os códigos de uma cultura, corre o risco de falhar em seu marketing. A globalização causou o desenvolvimento de uma cultura de consumo global onde os produtos têm associações semelhantes, sejam positivas ou negativas, em vários mercados.
Erros de tradução podem levar a ocorrências de "Engrish " ou "Chinglish" (gírias para o idioma inglês falado ou escrito que é influenciado por um idioma chinês ou é mal traduzido), ou seja, termos para slogans transculturais involuntariamente humorísticos destinados a serem entendidos em inglês. Ainda, em língua portuguesa, tem-se um fenômeno similar, a dificuldade de chineses em pronunciar a letra "r", pronunciando, em certos casos: lua (rua) ou calo (carro).  Isso pode ser causado por um signo que, nos termos de Peirce, erroneamente indexa ou simboliza algo em uma cultura, que não em outra.  Em outras palavras, cria uma conotação culturalmente vinculada e que viola algum código cultural. Os teóricos que estudaram o humor (como Schopenhauer) sugerem que a contradição ou incongruência cria o absurdo e, portanto, o humor. A violação de um código de cultura cria essa construção de ridículo para a cultura que possui o código. O humor intencional também pode falhar culturalmente porque as piadas não estão no código da cultura receptora.
Um bom exemplo de marca (branding) de acordo com o código cultural é o negócio internacional de parques temáticos da Disney . A Disney se encaixa bem com o código cultural do Japão porque os japoneses valorizam "fofura", polidez e presentes como parte de seu código cultural; A Tokyo Disneyland vende o maior número de souvenirs de qualquer parque temático da Disney. Em contraste, a Disneyland Paris falhou quando foi lançada como Euro Disney porque a empresa não pesquisou os códigos subjacentes à cultura europeia. Sua releitura de contos folclóricos europeus foi tomada como elitistae insultante, e os rígidos padrões de aparência que tinha para os funcionários resultaram em processos de discriminação na França. As lembranças da Disney eram vistas como bugigangas baratas. O parque foi um fracasso financeiro porque seu código violou as expectativas da cultura europeia de maneira ofensiva.
Por outro lado, alguns pesquisadores sugeriram que é possível passar com sucesso um sinal percebido como um ícone cultural, como os logotipos da Coca-Cola ou do McDonald's, de uma cultura para outra. Isso pode ser feito se o signo for migrado de uma cultura mais desenvolvida economicamente para uma cultura menos desenvolvida.  A associação intencional de um produto com outra cultura tem sido chamada de Foreign Consumer Culture Positioning (FCCP). Os produtos também podem ser comercializados usando tendências globais ou códigos de cultura, por exemplo, economizando tempo em um mundo agitado; mas mesmo estes podem ser ajustados para culturas específicas.
A pesquisa também descobriu que, à medida que as marcas do setor aéreo crescem e se tornam mais internacionais, seus logotipos se tornam mais simbólicos e menos icônicos. A iconicidade e o simbolismo de um signo dependem da convenção cultural e, nesse terreno, estão em relação um com o outro. Se a convenção cultural tem maior influência sobre o signo, os signos ganham mais valor simbólico.

## Lista de subcampos
Os subcampos que surgiram da semiótica incluem, mas não estão limitados ao seguinte: 
- Biossemiótica: o estudo de processos semióticos em todos os níveis da biologia, ou um estudo semiótico de sistemas vivos (por exemplo, Escola de Copenhague-Tartu ). Reuniões anuais ("Encontros em Biossemiótica") são realizadas desde 2001.
- Antropologia semiótica e semântica antropológica.
- Semiótica cognitiva : o estudo da construção de significado, empregando e integrando métodos e teorias desenvolvidas nas ciências cognitivas. Isso envolve análise conceitual e textual, bem como investigações experimentais. A semiótica cognitiva foi desenvolvida inicialmente no Centro de Semiótica da Universidade de Aarhus (Dinamarca), com uma importante ligação com o Centro de Neurociência Funcionalmente Integrada (CFIN) do Hospital de Aarhus. Entre os semioticistas cognitivos proeminentes estão Per Aage Brandt, Svend Østergaard, Peer Bundgård, Frederik Stjernfelt, Mikkel Wallentin, Kristian Tylén, Riccardo Fusaroli e Jordan Zlatev. Zlatev mais tarde em cooperação com Göran Sonesson estabeleceu o Centro de Semiótica Cognitiva (CCS) na Universidade de Lund, Suécia.
- Semiótica dos quadrinhos : o estudo dos vários códigos e signos dos quadrinhos e como eles são entendidos.
- Semiótica computacional : tentativas de projetar o processo de semiose, no estudo e design para interação humano-computador ou para imitar aspectos da cognição humana por meio da inteligência artificial e representação do conhecimento . Consulte também cibercognição .
- Semiótica cultural e literária : examina o mundo literário, a mídia visual, a mídia de massa e a publicidade na obra de escritores como Roland Barthes , Marcel Danesi e Juri Lotman (por exemplo, Tartu–Moscow Semiotic School ).
- Cibersemiótica: construída sobre duas abordagens interdisciplinares já geradas: cibernética e teoria de sistemas, incluindo a teoria da ciência da informação; e a semiótica peirceana, incluindo a fenomenologia e os aspectos pragmáticos da linguística, tenta fazer com que os dois paradigmas interdisciplinares – ambos indo além das ideias mecanicistas e construtivistas puras – se complementem em uma estrutura comum.
- Semiótica do design ou semiótica do produto: o estudo do uso de signos no design de produtos físicos; introduzido por Martin Krampen e em uma versão orientada para o praticante por Rune Monö enquanto ensinava desenho industrial no Instituto de Design da Universidade de Umeå , Suécia.
- Etnosemiótica: uma perspectiva disciplinar que vincula conceitos semióticos a métodos etnográficos.
- Semiótica cinematográfica : o estudo dos vários códigos e signos do cinema e como eles são entendidos. Figuras-chave incluem Christian Metz .
- Semiótica finita : uma abordagem à semiótica da tecnologia desenvolvida por Cameron Shackell . Ele é usado tanto para rastrear os efeitos da tecnologia no pensamento humano quanto para desenvolver métodos computacionais para realizar análises semióticas.
- Semiologia do canto gregoriano: uma via atual de pesquisa paleográfica em canto gregoriano que está revisando a escola de interpretação de Solesmes .
- Direito e semiótica: uma das publicações mais realizadas neste campo é o International Journal for the Semiotics of Law , publicado pela International Association for the Semiotics of Law .
- Semiótica de marketing (ou semiótica comercial): uma aplicação de métodos semióticos e pensamento semiótico para a análise e desenvolvimento de publicidade e comunicação de marca no contexto cultural. Figuras-chave incluem Virginia Valentine , Malcolm Evans, Greg Rowland, Georgios Rossolatos. As conferências anuais internacionais (Semiofest) são realizadas desde 2012.
- Semiologia musical: o estudo dos signos no que se refere à música em vários níveis.
- Semiótica organizacional: o estudo dos processos semióticos nas organizações (com fortes laços com a semiótica computacional e a interação humano-computador).
- Semiótica pictórica : uma aplicação de métodos semióticos e pensamento semiótico à história da arte.
- Semiótica dos videoclipes : semiótica na música popular.
- Semiótica social : expande a paisagem semiótica interpretável para incluir todos os códigos culturais, como gírias, moda, tatuagens e publicidade. Figuras-chave incluem Roland Barthes , Michael Halliday , Bob Hodge , Chris William Martin e Christian Metz .
- Estruturalismo e pós-estruturalismo na obra de Jacques Derrida, Michel Foucault, Louis Hjelmslev, Roman Jakobson, Jacques Lacan , Claude Lévi-Strauss , Roland Barthes , etc.
- Semiótica teatral : uma aplicação de métodos semióticos e pensamento semiótico aosestudos teatrais. As figuras-chave incluem Keir Elam.
- Semiótica urbana : o estudo do significado na forma urbana como gerado por signos, símbolos e suas conotações sociais.
- Semiótica visual : analisa os signos visuais; fundadores modernos proeminentes para este ramo são Groupe µ e Göran Sonesson, da área de retórica visual.
- Semiótica da fotografia : é a observação do simbolismo usado dentro da fotografia.
- Semiótica de Inteligência Artificial : é a observação de símbolos visuais e reconhecimento de tais símbolos por sistemas de aprendizado de máquina. A frase foi cunhada por Daniel Hoeg no processo de design da Semiotics Mobility para reconhecimento e percepção autônomos. A frase também se refere ao aprendizado de máquina e aplicações de redes neurais de métodos semióticos e aprendizado de máquina semiótico para a análise e desenvolvimento de comandos e instruções de robótica com comunicações de subsistemas no contexto de sistemas autônomos.
- Semiótica da Matemática : o estudo dos signos, símbolos, sistemas de signos e sua estrutura, significado e uso em matemática e educação matemática.[41][42]

## Semioticistas notáveis 
Charles Sanders Peirce (1839-1914), um notável lógico que fundou o pragmatismo filosófico, definiu a semiose como um processo irredutivelmente triádico em que algo, como um objeto, determina ou influencia logicamente algo como um signo para determinar ou influenciar algo como uma interpretação ou interpretante, em um mesmo signo, levando assim a outros interpretantes.  A semiose é estruturada logicamente para se perpetuar.
O objeto pode ser qualidade, fato, regra ou mesmo ficcional (Hamlet), e pode ser "imediato" ao signo, o objeto como representado no signo, ou "dinâmico", o objeto como realmente é, sobre o qual se funda o objeto imediato. O interpretante pode ser "imediato" ao signo, tudo o que o signo expressa imediatamente, como o significado usual de uma palavra; ou "dinâmico", tal como um estado de agitação; ou "finais" ou "normais", as últimas ramificações do signo sobre seu objeto, a que se destinaria a investigação suficientemente levada e com a qual qualquer interpretante, no máximo, pode coincidir.  
Sua semiótica cobriu não apenas signos artificiais, linguísticos e simbólicos, mas também semblantes como qualidades sensíveis afins e índices como reações. Ele veio por três tricotomias interdependentes, que se cruzam para formar dez (em vez de 27) classes de signos. Os signos também entram em vários tipos de combinações significativas; Peirce cobriu questões semânticas e sintáticas em sua gramática especulativa. Ele considerava a semiótica formal como lógica per se e parte da filosofia; como também abrangendo o estudo de argumentos (hipotéticos, dedutivos e indutivos ) e métodos de investigação incluindo o pragmatismo; e como aliado, mas distinto da matemática pura da lógica.

Além do pragmatismo, Peirce forneceu uma definição de "signo" como um "representante", a fim de trazer à tona o fato de que um signo é algo que "representa" outra coisa para sugerir (ou seja, "re-apresentá-la") de alguma forma: 
“Um signo, ou representamen, é algo que representa algo para alguém em algum aspecto ou capacidade. Ele se dirige a alguém, isto é, cria na mente dessa pessoa um signo equivalente. primeiro signo. O signo representa alguma coisa, seu objeto não em todos os aspectos, mas em referência a uma espécie de ideia."
Ferdinand de Saussure (1857-1913), o "pai" da linguística moderna , propôs uma noção dualista de signos, relacionando o significante como a forma da palavra ou frase pronunciada, ao significado como o conceito mental. De acordo com Saussure, o signo é completamente arbitrário – isto é, não há conexão necessária entre o signo e seu significado. Isso o diferencia de filósofos anteriores, como Platão ou os escolásticos , que pensavam que deveria haver alguma conexão entre um significante e o objeto que ele significa.
Em seu Curso de Linguística Geral , Saussure credita o linguista americano William Dwight Whitney (1827–1894) ao insistir na natureza arbitrária do signo. A insistência de Saussure na arbitrariedade do signo também influenciou filósofos e teóricos posteriores como Jacques Derrida , Roland Barthes e Jean Baudrillard. Ferdinand de Saussure cunhou o termo semiologie (semiologia) enquanto ensinava seu marco "Curso de Linguística Geral" na Universidade de Genebra de 1906 a 1911. Saussure postulou que nenhuma palavra é inerentemente significativa. Em vez disso, uma palavra é apenas um "significante". isto é, a representação de algo, e deve ser combinado no cérebro com o "significado", ou a própria coisa, para formar um "signo" imbuído de significado. Saussure acreditava que desmantelar signos era uma ciência real, pois ao fazê-lo chegamos a uma compreensão empírica de como os humanos sintetizam estímulos físicos em palavras e outros conceitos abstratos.
Jakob von Uexküll (1864-1944) estudou os processos de sinais em animais. Ele usou a palavra alemã umwelt , "ambiente", para descrever o mundo subjetivo do indivíduo, e inventou o conceito de círculo funcional (funktionskreis) como um modelo geral de processos de signos. Em sua Teoria do Significado (Bedeutungslehre, 1940), ele descreveu a abordagem semiótica da biologia , estabelecendo assim o campo que hoje é chamado de biossemiótica.
Valentin Voloshinov (1895-1936) foi um linguista russo- soviético, cujo trabalho foi influente no campo da teoria literária e da teoria marxista da ideologia . Escrito no final da década de 1920 na URSS, o Marxismo e Filosofia de Linguagem de Voloshinov  desenvolveu uma linguística contra-saussureana, que situava o uso da linguagem no processo social e não em uma língua saussureana inteiramente descontextualizada.
Louis Hjelmslev (1899-1965) desenvolveu uma abordagem formalista das teorias estruturalistas de Saussure. Sua obra mais conhecida é Introdução a uma Teoria da Linguagem , que foi ampliada em Currículo da Teoria da Linguagem, um desenvolvimento formal da glossemática , seu cálculo científico da linguagem.
Charles W. Morris (1901–1979): Ao contrário de seu mentor George Herbert Mead, Morris era um behaviorista e simpatizante do positivismo do Círculo de Viena de seu colega Rudolf Carnap. Morris foi acusado por John Dewey de interpretar mal Peirce.
Em seus Fundamentos da Teoria dos Signos de 1938 , ele definiu a semiótica como agrupada em três ramos: 
1. Semântica : lida com as propriedades formais e inter-relação de signos e símbolos, sem levar em conta o significado.
2. Sintática / sintaxe : trata das estruturas formais dos signos, particularmente a relação entre os signos e os objetos aos quais eles se aplicam (isto é, signos a seus designados, e os objetos que eles podem ou denotam).
3. Pragmática : trata dos aspectos bióticos da semiose, incluindo todos os fenômenos psicológicos, biológicos e sociológicos que ocorrem no funcionamento dos signos. A pragmática está preocupada com a relação entre o sistema de signos e os agentes ou intérpretes usuários de signos (isto é, os usuários humanos ou animais).[43]

Thure von Uexküll (1908–2004), o "pai" da medicina psicossomática moderna, desenvolveu um método de diagnóstico baseado em análises semióticas e biossemióticas. Roland Barthes (1915-1980) foi um teórico literário e semioticista francês. Ele frequentemente criticava peças de material cultural para expor como a sociedade burguesa as usava para impor seus valores aos outros. Por exemplo, o retrato de beber vinho na sociedade francesa como um hábito robusto e saudável seria uma percepção ideal burguesa contrariada por certas realidades (ou seja, que o vinho pode ser insalubre e inebriante). Ele achou a semiótica útil na condução dessas críticas.
Barthes explicou que esses mitos culturais burgueses eram signos ou conotações de segunda ordem. A imagem de uma garrafa cheia e escura é um signo, um significante relacionado a um significado: uma bebida alcoólica fermentada — o vinho. No entanto, os burgueses tomam esse significado e aplicam a ele sua própria ênfase, fazendo do "vinho" um novo significante, desta vez relacionado a um novo significado: a ideia de saudável, vinho robusto e relaxante. As motivações para tais manipulações variam desde o desejo de vender produtos até o simples desejo de manter o status quo. Esses insights trouxeram Barthes muito de acordo com a teoria marxista semelhante.
Algirdas Julien Greimas (1917-1992) desenvolveu uma versão estrutural da semiótica denominada "semiótica generativa", tentando deslocar o foco da disciplina dos signos para os sistemas de significação. Suas teorias desenvolvem as ideias de Saussure, Hjelmslev, Claude Lévi-Strauss e Maurice Merleau-Ponty.
Thomas A. Sebeok (1920-2001), aluno de Charles W. Morris, foi um semioticista americano prolífico e abrangente. Embora insistisse que os animais não são capazes de linguagem, ele expandiu o alcance da semiótica para incluir sistemas de sinalização e comunicação não humanos, levantando assim algumas das questões abordadas pela filosofia da mente e cunhando o termo zoossemiótica. Sebeok insistiu que toda comunicação era possível pela relação entre um organismo e o ambiente em que vive. Ele também propôs a equação entre semiose (a atividade de interpretar signos) e vida – uma visão que a escola biossemiótica de Copenhague-Tartu desenvolveu ainda mais.
Juri Lotman (1922-1993) foi o membro fundador da Escola Semiótica de Tartu (ou Tartu-Moscou) . Ele desenvolveu uma abordagem semiótica para o estudo da cultura – semiótica da cultura – e estabeleceu um modelo de comunicação para o estudo da semiótica do texto. Ele também introduziu o conceito de semiosfera . Entre seus colegas de Moscou estavam Vladimir Toporov, Vyacheslav Ivanov e Boris Uspensky.
Christian Metz (1931-1993) foi pioneiro na aplicação da semiótica saussureana à teoria do cinema , aplicando a análise sintagmática a cenas de filmes e fundamentando a semiótica cinematográfica em um contexto maior.
Eliseo Verón (1935–2014) desenvolveu sua "Teoria do Discurso Social" inspirada na concepção peirciana de "Semiose".
O "Groupe µ" (fundado em 1967) desenvolveu uma versão estrutural da retórica e da semiótica visual.
Umberto Eco (1932-2016) foi um romancista, semioticista e acadêmico italiano. Ele tornou um público mais amplo ciente da semiótica por várias publicações, mais notavelmente "Uma teoria da semiótica" e seu romance, Em nome da Rosa, que inclui (segundo seu enredo) operações semióticas aplicadas. Suas contribuições mais importantes para o campo se referem à interpretação, enciclopédia e leitor de modelo. Também criticou em várias obras (Uma teoria da semiótica, La struttura assente , Le signe, La production de signes) o "iconismo" ou "signos icônicos" (retirados da mais famosa relação triádica de Peirce, baseada em índices, ícones e símbolos), para os quais ele propôs quatro modos de produção de signos: reconhecimento, ostensão, réplica e invenção.
Julia Kristeva (nascida em 1941), aluna de Lucien Goldmann e Roland Barthes, semioticista búlgaro-francesa, crítica literária , psicanalista , feminista e romancista . Ela utiliza conceitos psicanalíticos em conjunto com a semiótica, distinguindo os dois componentes da significação, o simbólico e o semiótico . Kristeva também estuda a representação de mulheres e corpos femininos na cultura popular, como filmes de terror e teve uma influência marcante no feminismo e nos estudos literários feministas.
Michael Silverstein (1945-2020), um teórico da semiótica e antropologia linguística. Ao longo de sua carreira, ele criou uma síntese original de pesquisas sobre semiótica da comunicação, sociologia da interação, teoria literária formalista russa, pragmática linguística, sociolinguística, linguística antropológica inicial e teoria gramatical estruturalista, juntamente com suas próprias contribuições teóricas, produzindo uma conta abrangente da semiótica da comunicação humana e sua relação com a cultura. Sua principal influência foi Charles Sanders Peirce, Ferdinand de Saussure e Roman Jakobson.

## Aplicações atuais
Algumas aplicações da semiótica incluem: 
- Representação de uma metodologia para a análise de "textos" independentemente do meio em que é apresentado . Para esses propósitos, "texto" é qualquer mensagem preservada em uma forma cuja existência seja independente do remetente e do destinatário;[44]
- Por estudiosos e pesquisadores profissionais como um método para interpretar significados por trás de símbolos e como os significados são criados;[44]
- Potencial de melhoria do design ergonômico em situações em que é importante garantir que os seres humanos sejam capazes de interagir de forma mais eficaz com seus ambientes, seja em grande escala, como na arquitetura, ou em pequena escala, como a configuração da instrumentação para uso humano; e[44]
- Marketing: Epure, Eisenstat e Dinu (2014) expressam que “a semiótica permite a distinção prática entre persuasão e manipulação na comunicação de marketing”.  A semiótica é usada no marketing como um dispositivo persuasivo para influenciar os compradores a mudar suas atitudes e comportamentos no mercado. Há duas maneiras que Epure, Eisenstat e Dinu (2014), partindo dos trabalhos de Roland Barthes, afirmam que a semiótica é utilizada no marketing: Superfície : os signos são usados para criar personalidade para o produto, a criatividade desempenha seu papel primordial na este nível; Subjacente : o significado oculto do texto, imagens, sons, etc. A semiótica também pode ser usada para analisar a eficácia e o significado da publicidade. Cian (2020),  por exemplo, analisou um anúncio impresso específico a partir de dois pontos de vista semióticos diferentes. Aplicou os instrumentos interpretativos fornecidos pela escola de pensamento de Barthes (focada na descrição de signos explícitos tomados isoladamente). Ele então analisou a mesma publicidade usando a semiótica estrutural de Greimas (onde um signo só tem significado quando é interpretado como parte de um sistema).[44][45]

Em alguns países, o papel da semiótica limita-se à crítica literária e à valorização dos meios audiovisuais. Esse foco estreito pode inibir um estudo mais geral das forças sociais e políticas que moldam como as diferentes mídias são usadas e seu status dinâmico dentro da cultura moderna. Questões de determinismo tecnológico na escolha dos meios e no desenho das estratégias de comunicação assumem uma nova importância nesta era dos meios de comunicação de massa.

### Principais instituições
Uma organização mundial de semióticos, a Associação Internacional de Estudos Semióticos e sua revista Semiotica, foi criada em 1969. Os maiores centros de pesquisa, juntamente com o programa de ensino, incluem os departamentos de semiótica da Universidade de Tartu, Universidade de Limoges, Universidade de Aarhus e a Universidade de Bolonha.

### Publicações
A publicação de pesquisas é ocorre tanto em periódicos dedicados como Sign Systems Studies , estabelecido por Juri Lotman e publicado pela Tartu University Press; Semiótica , fundada por Thomas A. Sebeok e publicada pela Mouton de Gruyter ; Zeitschrift für Semiotik; Revista Europeia de Semiótica; Versus (fundado e dirigido por Umberto Eco ), et al.; O American Journal of Semiotics; e como artigos aceitos em periódicos de outras disciplinas, especialmente periódicos voltados para filosofia e crítica cultural. A principal série de livros semióticos Semiotics, Communication, Cognition , publicada por De Gruyter Mouton (editores da série Paul Cobley e Kalevi Kull ) substitui as antigas "Approaches to Semiotics" (mais de 120 volumes) e "Approaches to Applied Semiotics" (editor da série Thomas A. Sebeok ). Desde 1980, a Semiotic Society of America produziu uma série de conferências anuais: Semiotics: The Proceedings of the Semiotic Society of America.

### Educação Matemática
O uso da semiótica na Educação Matemática se origina na publicação da Teoria dos Registros da Representação Semiótica, de Raymond Duval. A teoria define o conceito de registro semiótico, que indica as diferentes representações semióticas dos objetos matemáticos, podendo ser, por exemplo, algébrico, fracionário ou figural. A hipótese fundamental em sua teoria é de que a aprendizagem dos objetos matemáticos acontece na realização de conversões entre registros semióticos diferentes, devendo ser, portanto, uma das prioridades do ensino de matemática.